# Haus zum Walfisch
La Haus zum Walfisch (Casa della balena) è una casa borghese tardogotica nel centro storico di Friburgo in Brisgovia, nel Baden-Württemberg, in Germania, ed è sotto tutela storica. L'edificio è attualmente utilizzato dalla banca Sparkasse Freiburg-Nördlicher Breisgau. Fa parte di un complesso che, in passato, era costituito da 17 edifici separati.  La facciata della casa si apre sulla Franziskanerstraße, mentre quella posteriore si trova sulla Gauchstraße, vicino a piazza Kartoffelmarkt. 
L'edificio è stato reso famoso a livello internazionale dal film horror di Dario Argento del 1977 Suspiria, dove appare come Accademia di danza, ambientazione principale del film.

## Storia
Nel luogo in cui si trova oggi la Haus zum Walfisch c'erano tre case, di dimensioni 30 × 15 metri : la Haus Zum Blattfuß, la Haus Zum Sampson e la Haus Zum Ofenhaus.  Jakob Villinger von Schönenberg (1480-1529) aveva una casa del 1506 nella Barfüßergasse (l'attuale Franziskanergasse).  Si ritiene che provenisse da Sélestat in Alsazia o dalla stessa Friburgo, e dal 1510 divenne tesoriere generale del duca Massimiliano I. Dopo che Jakob Villinger ricevette la cittadinanza, presentò una richiesta al consiglio comunale per iniziare i lavori di costruzione. Ludwig Villinger, probabilmente fratello di Jakob,    acquistò l'edificio adiacente, nel 1514, e lo demolì con l'intenzione di costruire un "prestigioso edificio", sebbene il consiglio comunale non concesse il permesso di costruzione fino al 1516. Solo nel 1517 fu possibile abitare la Haus zum Walfisch, costruita nel luogo in cui un tempo sorgevano le case originali. Le pareti contigue esistenti vennero incorporate nel nuovo edificio.  Poiché Villinger aveva "costruito una casa notevole", nello stesso anno il consiglio comunale gli permise di espandere ulteriormente la sua proprietà in altre case sulla Gauchstraße sul retro della casa, a condizione che dovessero essere nuove "abitazioni domestiche" costruite in Schiffstraße. Sul terreno rimanente, venne costruito un "giardino del piacere".  Il nome Haus zum Walfisch è documentato nel Herrschaftsrechtsbuch (libro delle proprietà individuali) dal 1565,  sebbene la numerazione delle case sia stata stabilita a Friburgo solo nel 1806.   Lo storico di Friburgo Peter Kalchthaler suggerisce che potrebbe esserci una connessione tra il nome della casa e "La storia di Giona e la balena" nella Bibbia. 

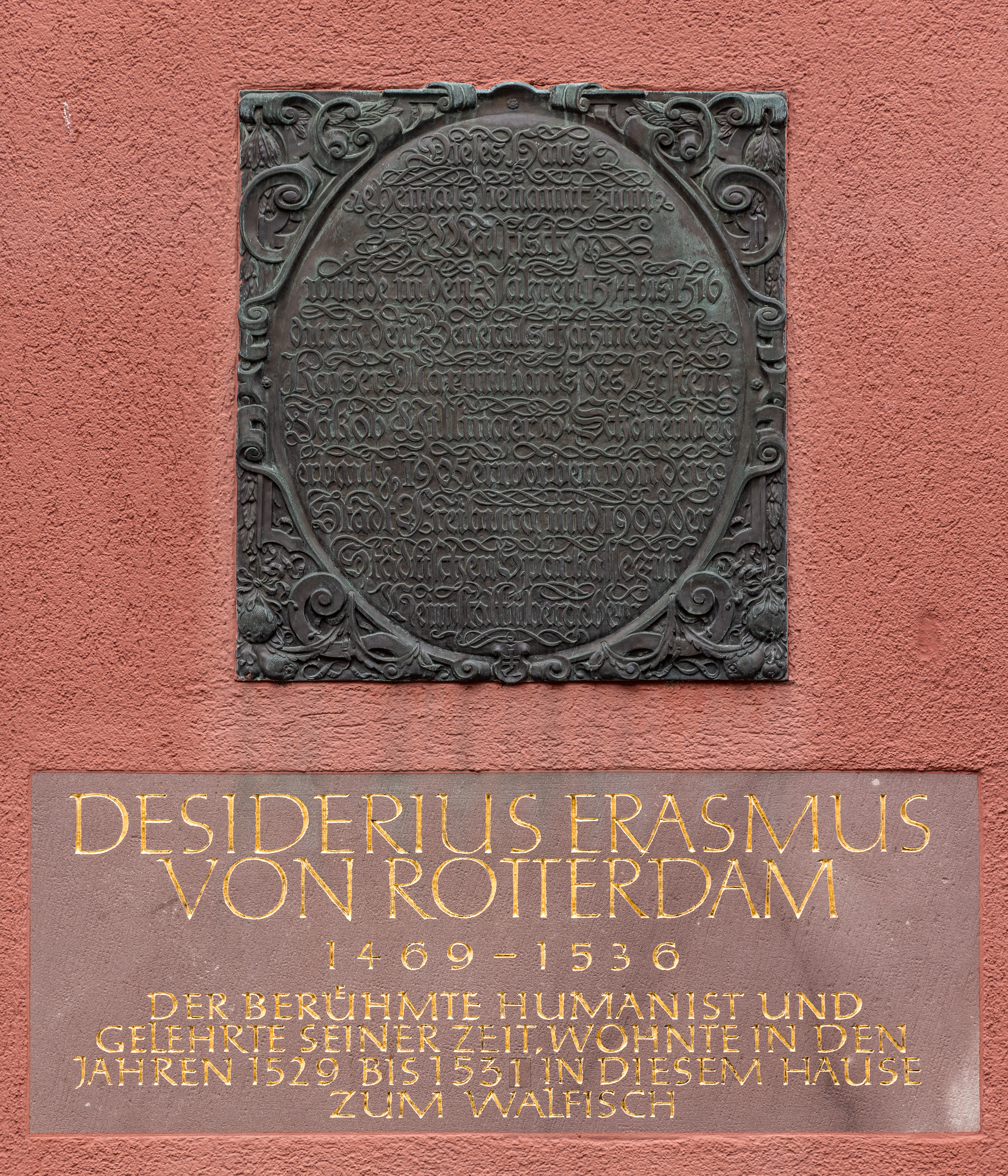
Targa a commemorazione di Erasmus da Rotterdam sulla facciata della Haus zum Walfisch

Come registrato sulla facciata dell'edificio, l'umanista Erasmo da Rotterdam visse nella casa Villinger dopo la sua fuga da Basilea. Tuttavia, al momento del suo arrivo, nel Natale del 1529, la casa era ancora incompiuta.